# Álgebra de conjuntos
En matemáticas,  álgebra de conjuntos es el estudio de  las operaciones básicas que pueden realizarse con conjuntos, como la unión, intersección y complementación.

## Conjuntos
Un conjunto es una colección de objetos considerada como un objeto en sí. Un conjunto está definido únicamente por los elementos que lo componen, y no por la manera en la que se lo representa.
Existe una serie de relaciones básicas entre conjuntos y sus elementos:
- Pertenencia. La relación relativa a conjuntos más básica es la relación de pertenencia. Dado un elemento {\displaystyle x}, este puede o no pertenecer a un conjunto dado {\displaystyle A}. Esto se indica como:

{\displaystyle x\in A\quad \longrightarrow } {\displaystyle x} pertenece a {\displaystyle A}.
{\displaystyle x\notin A\quad \longrightarrow } {\displaystyle x} no pertenece a {\displaystyle A}.
- Igualdad. Dos conjuntos son iguales si y solo si tienen los mismos elementos. Este principio, denominado principio de extensionalidad establece el hecho de que un conjunto queda definido únicamente por sus elementos

{\displaystyle A=B\quad \longrightarrow } {\displaystyle A} es igual a {\displaystyle B}.
{\displaystyle A\neq B\quad \longrightarrow } {\displaystyle A} no es igual a {\displaystyle B}.
- Inclusión. Dado un conjunto {\displaystyle A}, subcolección del conjunto {\displaystyle B} o igual a este, sus elementos son un subconjunto de {\displaystyle B}, y se indica como:

{\displaystyle A\subseteq B\quad \longrightarrow } {\displaystyle A} es un subconjunto de {\displaystyle B}.
{\displaystyle A\nsubseteq B\quad \longrightarrow } {\displaystyle A} no es subconjunto de {\displaystyle B}.
El conjunto vacío es el conjunto sin ningún elemento, y se denota por ∅ o por {\displaystyle \{\}}. El conjunto universal es el conjunto que contiene todos los elementos posibles, dentro del contexto considerado. Por ejemplo, si se estudian los números naturales, el conjunto universal es el conjunto de todos ellos, {\displaystyle \mathbb {N} }. De manera general, el conjunto universal se denota por {\displaystyle U}.
Ejemplos
- Cada número natural es elemento del conjunto {\displaystyle \mathbb {N} =\{1,2,3,\dots ,n\}} de los números naturales: {\displaystyle 1\in \mathbb {N} ,2\in \mathbb {N} ,3\in \mathbb {N,\dots ,n\in \mathbb {N} } }. Cada número par es también un número natural, por lo que el conjunto {\displaystyle \mathbb {P} } de los números pares, {\displaystyle P=\{2,4,6,\dots ,2n\},n\in \mathbb {N} }, es un subconjunto de {\displaystyle \mathbb {N} }: {\displaystyle P\subseteq \mathbb {N} }.
- Dado el conjunto de letras {\displaystyle V=\{o,i,e,u,a\}}, se cumple por ejemplo que {\displaystyle a\in V} o también {\displaystyle i\in V}. El conjunto de letras {\displaystyle U=\{{\text{vocales del español}}\}} contiene los mismos elementos que {\displaystyle V}, por lo que ambos conjuntos son iguales, {\displaystyle V=U}.

## Operaciones con conjuntos

Esta es la representación gráfica de un conjunto, en este caso tratamos el conjunto de los polígonos, dentro de este hay multitud de elementos (todos los polígonos), pero hay un conjunto perteneciente al anterior que es el conjunto de polígonos regulares.

En las matemáticas, podemos hacer lo que queramos definir a un conjunto, por ser un concepto primitivo, pero hacemos abstracción y lo pensamos como una colección desordenada de objetos, los objetos de un conjunto pueden ser cualquier cosa siempre que tengan una relación entre ellos, a los objetos de un conjunto se les llama elementos  de dicho conjunto, por lo tanto un conjunto contiene a sus elementos. Se representan con una letra mayúscula y a los elementos o miembros de ese conjunto se les mete entre llaves corchetes o paréntesis. ({,}).
Dos conjuntos se pueden combinar de muchas maneras distintas, por ejemplo, teniendo un conjunto de la gente que juega al fútbol y otro de la gente que juega a baloncesto podemos hacer muchas combinaciones como el conjunto de personas que juegan a fútbol o baloncesto, las que juegan a fútbol y baloncesto, las que no juegan a baloncesto, etc.
Algunas de estas operaciones poseen propiedades similares a las operaciones con números naturales. Por ejemplo, la unión y la intersección son conmutativas y asociativas. El conjunto vacío es el elemento neutro de la unión, y el elemento absorbente de la intersección y del producto cartesiano. El conjunto universal es el elemento neutro de la intersección y el elemento absorbente de la unión.
Además, las operaciones de unión, intersección, diferencia y complemento son muy similares a las operaciones en un álgebra de Boole, así como a los conectores lógicos de la lógica proposicional.
Por lo tanto vamos a ver las distintas operaciones que hay en los conjuntos:

### Unión

Diagrama de Venn de la unión de dos conjuntos A B

El símbolo del operador de esta operación es: ∪, y es llamado copa. 
 Es correspondiente a la formación de los elementos de dos conjuntos o incluso más conjuntos que pueden, partiendo de esto conformar una nueva forma de conjunto, en la cual los elementos dentro de este correspondan a los elementos de los conjuntos originales. Cuando un elemento es repetido, forma parte de  una vez solamente; esto difiere del concepto de multiconjuntos en la concepción tradicional de la suma, en la cual los elementos comunes se consideran tantas veces como se encuentren en la totalidad de los conjuntos.
Sean A y B dos conjuntos, la unión de ambos (A ∪ B) es el conjunto C el cual contiene a todos los elementos pertenecientes al conjunto A o al conjunto B.
Un elemento x pertenece a la unión de los conjuntos A y B si, y sólo si, x pertenece al conjunto A o x pertenece al conjunto B, por lo tanto 
{\displaystyle A\cup B=\{x/x\in A\lor x\in B\}}

#### Ejemplos
En el Diagrama de Venn que se muestra en la imagen de la derecha se puede observar como es de forma gráfica, a continuación pondré también algunos ejemplos prácticos:
1. Ejemplo: La unión de los conjuntos A={1,2,3} y B={4,5,6} sería el conjunto C={1,2,3,4,5,6}, esto es: {1,2,3}∪{4,5,6}={1,2,3,4,5,6}
2. Ejemplo: La unión de personas que juegan al fútbol y de personas que juegan al baloncesto serían las personas que juegan a fútbol o baloncesto.

### Intersección

Diagrama de Venn que muestra la intersección de dos conjuntos A B

El símbolo del operador de esta operación es: ∩, y es llamado capa. 
Sean A y B dos conjuntos, la coincidencia de ambos (A ∩ B)  es el conjunto C el cual contiene los elementos que están en A y que están en B.
Un elemento x pertenece a la coincidencia de los conjuntos A y B si, y sólo si, x pertenece al conjunto A y x pertenece al conjunto B a la vez, por lo tanto 
{\displaystyle A\cap B=\{x/x\in A\land x\in B\}}.

#### Disjuntividad
Se dice que dos conjuntos A y B son disjuntos cuando la coincidencia de ambos es el conjunto vacío. A ∩ B= {\displaystyle \emptyset }

##### Ejemplos
1. Ejemplo: La coincidencia del conjunto de números pares y el conjunto de números impares sería el conjunto C={\displaystyle \emptyset } o sea serían disjuntos.
2. Ejemplo: La coincidencia del conjunto de personas que juegan sólo al baloncesto y el conjunto de personas que juegan sólo al fútbol es el conjunto vacío. Por lo tanto son disjuntos.
3. Ejemplo: La coincidencia de A={3,7,8} y B={1,2,9} sería C={\displaystyle \emptyset }, ya que {3,7,8}∩{1,2,9}={\displaystyle \emptyset } por lo tanto A y B son disjuntos.

### Diferencia

Diagrama de Venn que muestra la diferencia de dos conjuntos A B

El símbolo de esta operación es: \.
La diferencia consiste en eliminar de A todo elemento que esté en B, también se puede denotar con el símbolo de la resta A-B, por lo tanto, la diferencia de los conjuntos A y B es el conjunto C que tiene a todos los elementos que están en A, pero no en B.
También se le puede llamar a la diferencia de A y B: complementario de B con respecto a A.
Por lo tanto, un elemento pertenece a la diferencia de A y B si, y sólo si {\displaystyle \{x/x\in A\land x\not \in B\}}

#### Ejemplos
1. Ejemplo: La diferencia de los conjuntos A {1,2,3,4} y B {1,3,5,7} es el conjunto C {2,4}, sin embargo la diferencia de los conjuntos B {1,3,5,7} y A {1,2,3,4} es el conjunto C{5,7}.
2. Ejemplo: La diferencia del conjunto de las personas que juegan al fútbol y el conjunto de las personas que juegan a baloncesto es el conjunto de las personas que solo y exclusivamente juegan al fútbol.

### Complemento

Diagrama de Venn que muestra el complemento de un conjunto A

El símbolo de esta operación es: A∁, o también se suele representar con el símbolo A
Supongamos que U es el conjunto universal, en el cual se encuentran todos los elementos posibles, entonces el complementario de A con respecto a U se consigue restando a U todos los elementos de A. 

#### Ejemplos
1. Ejemplo: El complementario del conjunto de números pares es el conjunto de números impares
2. Ejemplo: El complementario del conjunto de personas que juegan a fútbol es el conjunto de personas que no lo juegan.
3. Ejemplo: El complementario del conjunto de todos los números positivos mayores de 5 incluyendo el 5, es el conjunto {1,2,3,4}

### Diferencia simétrica
El símbolo de esta operación es: Δ.

Diagrama de Venn que muestra la diferencia simétrica de dos conjuntos A Δ B

La diferencia simétrica de dos conjuntos A y B es otro conjunto el cual posee los elementos que o bien se encuentran en A, o bien se encuentran en B, pero no en los dos a la vez. A Δ B = C, donde C no tiene
1. Ejemplo: La diferencia simétrica del conjunto de personas que juegan a fútbol y el conjunto de personas que juegan a baloncesto es el conjunto de personas que juegan sólo a fútbol y sólo a baloncesto, pero no que jueguen a ambos a la vez.

### Producto cartesiano
En un conjunto los elementos están desordenados y el orden es muy importante, por ello necesitamos algún tipo de estructura diferente para representar a los elementos ordenados, de ahí salen las n-tuplas ordenadas.
La n-tupla ordenada {\displaystyle (a_{1},a_{2},a_{3},\dots ,a_{n})} es la colección ordenada dónde su primer elemento es {\displaystyle (a_{1})}, {\displaystyle (a_{2})} es su segundo elemento, ... y {\displaystyle (a_{n})} el elemento n-ésimo.
Se puede decir que dos n-tuplas ordenadas son iguales si, y sólo si, cada elemento numerado de cada par es igual, o sea, {\displaystyle (a_{1},a_{2},a_{3},\dots ,a_{n})} = {\displaystyle (b_{1},b_{2},b_{3},\dots ,b_{n})} esto sucede si, y sólo si {\displaystyle (a_{i})}={\displaystyle (b_{i})} para i= 1,2,3,...,n. Las 2-tuplas se llaman pares ordenados (a,b) y (c,d), estos son iguales si, y sólo si a=c y b=d.
Ahora haciendo referencia al producto cartesiano de dos conjuntos:
El símbolo de esta operación es: ×
El producto cartesiano de dos conjuntos A y B es el conjunto C, C = A × B, donde los pares ordenados (a,b) están formados por un primer elemento perteneciente a A y un segundo elemento perteneciente a B.
{\displaystyle A}×{\displaystyle B=\{(a,b)/a\in A\land b\in B\}}

#### Ejemplos
1. Ejemplo: El producto cartesiano de A={2,3} y B={a,b,c} es A×B={(2,a),(2,b),(2,c),(3,a),(3,b),(3,c)}

### Principio de inclusión-exclusión
Es la generalización del resultado de las uniones de un número arbitrario de conjuntos, es una técnica muy importante que se usa principalmente en los problemas de enumeración.

Sucede por ejemplo cuando queremos encontrar un cardinal de la unión de dos conjuntos y para encontrar dicho número de la unión de dos conjuntos finitos A y B, hay que tener en cuenta que en A∪B cada elemento de A está solo una vez en A, pero no en B, y viceversa, pero hay algunos elementos que pueden pertenecer a A y a B a la vez, por lo tanto el principio de inclusión-exclusión se basa en restar a la unión de dos conjuntos finitos la intersección de ambos.
Matemáticamente: A∪B - A∩B

### Identidad
En matemáticas, una identidad es la constatación de que dos objetos que aparentemente son distintos por la forma en la que se representan, al final son lo mismo. Por lo tanto, una identidad es una igualdad entre dos expresiones, entre los conjuntos existen una serie de leyes de identidades, que les muestro a continuación:

#### Leyes de identidad
- A ∪ {\displaystyle \emptyset } = A, la unión de un conjunto cualquiera con el conjunto vacío es el mismo conjunto.
- A ∩ U = A, la intersección de un conjunto cualquiera con el conjunto universal es el mismo conjunto.

#### Leyes de dominación
- A ∪ U = U, la unión de un conjunto cualquiera con el conjunto universal, es el conjunto universal.
- A ∩ {\displaystyle \emptyset } = {\displaystyle \emptyset }, la intersección de un conjunto cualquiera con el conjunto vacío, es el conjunto vacío.

#### Leyes idempotentes
- A ∪ A = A, la unión de un conjunto cualquiera consigo mismo, es el mismo conjunto.
- A ∩ A = A, la intersección de un conjunto cualquiera consigo mismo, es el mismo conjunto.

#### Ley de complementación
- A, la negación de la negación de un conjunto cualquiera, es el mismo conjunto.

#### Leyes conmutativas
- A ∪ B = B ∪ A
- A ∩ B = B ∩ A

#### Leyes asociativas
- A ∪ (B∪C) = (A∪B) ∪ C
- A ∩ (B∩C) = (A∩B) ∩ C

#### Leyes distributivas
- A ∩ (B∪C) = (A∩B) ∪ (A∩C)
- A ∪ (B∩C) = (A∪B) ∩ (A∪C)

#### Leyes de De Morgan
- A ∪ B = A ∩ B
- A ∩ B = A ∪ B

{\displaystyle {\overline {\bigcap _{i\in I}A_{i}}}\equiv \bigcup _{i\in I}{\overline {A_{i}}}}
{\displaystyle {\overline {\bigcup _{i\in I}A_{i}}}\equiv \bigcap _{i\in I}{\overline {A_{i}}}}

Representación gráfica de las leyes de De Morgan

donde I es un conjunto indexado, posiblemente incontable.

#### Leyes de absorción
- A ∪ (A∩B) = A
- A ∩ (A∪B) = A

#### Leyes de complemento
- A ∪ A = U, la unión de un conjunto cualquiera con su complementario, es el conjunto universal.
- A ∩ A = {\displaystyle \emptyset }, la intersección de un conjunto cualquiera con su complementario, es el conjunto vacío.

### Uniones e intersecciones generalizadas
Las operaciones de unión y de intersección tienen la propiedad asociativa, por lo tanto si tenemos tres conjuntos A, B y C...
La unión de esos tres conjuntos es otro conjunto D el cual contiene todos aquellos elementos que están al menos en uno de los conjuntos A, B o C. (A∪B∪C)
Un elemento x pertenece a la unión de los conjuntos A, B y C si, y sólo si, x pertenece al conjunto A o x pertenece al conjunto B o x pertenece al conjunto C, por lo tanto: {\displaystyle A\cup B\cup C=\{x/x\in A\lor x\in B\lor x\in C\}}
La intersección de los conjuntos A, B y C queda como resultado otro conjunto D el cual tiene los elementos que están estrictamente en A, en B y en C. (A∩B∩C)
Un elemento x pertenece a la intersección de los conjuntos A, B y C si, y sólo si, x pertenece al conjunto A, x pertenece al conjunto B y x pertenece al conjunto C, por lo tanto: {\displaystyle A\cap B\cap C=\{x/x\in A\land x\in B\land x\in C\}}

#### Ejemplos
1. Ejemplo: La unión del conjunto de personas que juegan al fútbol, el conjunto de personas que juegan al baloncesto y el conjunto de personas que juegan a tenis, es el conjunto de personas que juegan a uno o más de los tres deportes citados; sin embargo, la intersección de esos tres conjuntos sería el conjunto de personas que juegan a los tres deportes.
2. Ejemplo: Sea A={2,4,6,20}, B={1,7,13,20} y C={0,5,20}, la unión de A, B y C es el conjunto D={0,1,2,4,5,6,7,13,20} y la intersección de A, B y C es el conjunto D={20}